# Stenactyla lutea
Stenactyla lutea is een keversoort uit de familie moerasweekschilden (Scirtidae). De wetenschappelijke naam van de soort werd in 1946 gepubliceerd door Maurice Pic.